# Traslocación de grupo PEP

El sistema de traslocación de grupo dependiente de fosfoenolpiruvato actúa en forma similar a un mecanismo de transporte facilitado, pero la sustancia transportada sufre una modificación química que le impide salir de la célula, y que mantiene el gradiente de concentración favorable al ingreso de más sustancia. Es un mecanismo activo.

El Sistema fosfotransferasa de azúcar del fosfoenolpiruvato, también conocido como sistema fosfotransferasa, (PTS) o sistema de translocación de grupo PEP , es un método distintivo de transporte activo utilizado por bacterias para la incorporación de azúcares, donde la fuente de energía es provista por el fosfoenolpiruvato (PEP). Luego de la traslocación, los metabolitos transportados son químicamente modificados.
Se trata de un sistema multicomponente de enzimas que siempre involucra enzimas de la membrana plasmática y del citoplasma. Un ejemplo de este tipo de transporte se puede encontrar en las células de E. coli. 
El sistema fue descubierto en 1964 por Saul Roseman.

## Papel biológico
El sistema fosfotransferasa es un mecanismo de traslocación de grupo que se encuentra involucrado en el transporte de muchos azúcares hacia el interior de las células bacterianas, entre los que se incluyen glucosa, manosa, fructosa y celobiosa.
Los azúcares utilizados por el sistema PTS pueden variar entre diferentes grupos de bacterias, reflejando la fuente de carbono más disponible en el ambiente donde cada grupo se encuentra.

## Mecanismo

Mecanismo general de los sistema PTS de E. coli y B subtilis

El mecanismo de traslocación de grupo, es un mecanismo de transporte de membrana exclusivo de las células procariotas, y se caracteriza porque durante el transporte la sustancia sufre una modificación química, lo que consigue dos cosas: por un lado la modificación química (por ejemplo agregando grupos altamente polares) dificulta que la sustancia modificada se escape de la célula, y por otro lado mantiene extremadamente bajas las concentraciones intracelulares de la sustancia sin modificar, lo que mantiene un gradiente de concentración unidireccional entre el exterior y el interior de la célula que favorece el ingreso de la sustancia.
En el mecanismo dependiente de PEP, el grupo fosforilo del PEP es eventualmente transferido al azúcar importada por medio de un mecanismo que involucra varias proteínas. En primer lugar el grupo fosforilo es transferido a la Enzima E I (EI), luego a una histidina de la Proteína estable al calor (o Hpr) y luego a la Enzima E II (EII). En la enzima EIIB, el grupo fosforilo por lo general es transferido a una cisteína en lugar de a una histidina.
Para el caso específico de la glucosa, el sistema de traslocación de grupo del PEP, transfiere el fosforilo del fosfoenolpiruvato a una histidina en EI. EI transfiere el fosfato a Hpr, y desde la Hpr el fosforilo se transfiere a la EIIA. La proteína EIIA es específica para la glucosa y esta a continuación transfiere el grupo fosforilo a la EIIB. Finalmente la EIIB fosforila a la glucosa mientras esta atraviesa la membrana a través de la enzima transmembrana II C (EIIC); produciendo glucosa 6-fosfato.
La proteína Hpr es común a los sistemas fosfotransferasa de otros sustratos mencionados anteriormente, como así también la EI, mientras que las proteínas corriente abajo de la Hpr tienden a variar entre diferentes azúcares.
La transferencia de un grupo fosfato al sustrato, una vez que ha sido importado a través de la membrana, previene que el transportador reconozca nuevamente a este sustrato, manteniendo un gradiente de concentración que favorece el posterior transporte de la sustancia.

## Función regulatoria
El estado de fosforilación de la proteína EIIA podría tener funciones regulatorias. Por ejemplo, a niveles bajos de glucosa, la EIIA fosforilada se acumula y esto activa la adenilato ciclasa unida a membrana. Esto provoca que aumenten los niveles intracelulares de AMP cíclico, lo que a su vez activa a la CAP (proteína activadora de catabolitos), la cual se encuentra involucrada en el sistema de represión de catabolitos, también conocido como efecto glucosa. Cuando los niveles de glucosa son altos, EIIA se encuentra principalmente desfosforiladas y esto inhibe a la adenilato ciclasa, glicerol quinasa, lactosa permeasa y maltosa permeasa. Por lo que así como el sistema de traslocación de grupo del PEP brinda un modo eficiente de importar sustancias al interior bacteriano, también vincula el transporte a la regulación de otras proteínas importantes.

## Estructuras
G. Marius Clore resolvió las estructuras de todas las formas solubles de los complejos citoplasmáticos del sistema PTS utilizando espectroscopía RMN, dando significativos avances en como las proteínas de transducción de señales son capaces de reconocer diferentes sustratos generando superficies de unión similares a partir de elementos estructurales completamente diferentes, haciendo uso de amplias superficies de unión con redundancia intrínseca, y aprovechando la plasticidad de las cadenas laterales.